# 털대서양가시쥐
털대서양가시쥐(Trinomys setosus)는 가시쥐과에 속하는 남아메리카 설치류이다. 브라질에서 발견된다.

## 아종
- T. s. denigratus (Moojen, 1948)
- T. s. elegans (Lund, 1841)
- T. s. setosus (Desmarest, 1817)